# Chema Gómez
José María Gómez Holgado (Cáceres, 23 de mayo de 1985) es un baloncestista de nacionalidad española. Mide 1,91 metros de altura y ocupa la posición de escolta.

## Trayectoria
Se formó en las categorías inferiores del desaparecido Cáceres CB y ha desarrollado toda su carrera deportiva en distintos equipos extremeños de categorías menores, principalmente la EBA, como el ABP Badajoz o el Basket Mérida.
En agosto de 2010 se confirmó su incorporación a la disciplina del Cáceres 2016 Basket de LEB Oro, donde jugaría a las órdenes de Gustavo Aranzana.
Además, en mayo de 2013 tuvo el honor de ascender a categoría EBA al C.D. Estudio 

## Clubes
- Categorías inferiores Cáceres CB
- 2005/06 CB Don Benito (EBA)
- 2006/07 San Antonio (Primera Nacional)
- 2007/08 Trujillo Destino Turístico y CB Doncel (EBA)
- 2008/09 ABP Badajoz (EBA)
- 2009/10 Basket Mérida (EBA)
- 2010/11 Cáceres Ciudad del Baloncesto (LEB Oro)
- 2011/12 Baños de Montemayor Villa Termal (EBA)
- 2012/13 C.D. Estudio (Primera Nacional)